# 關渡美術館

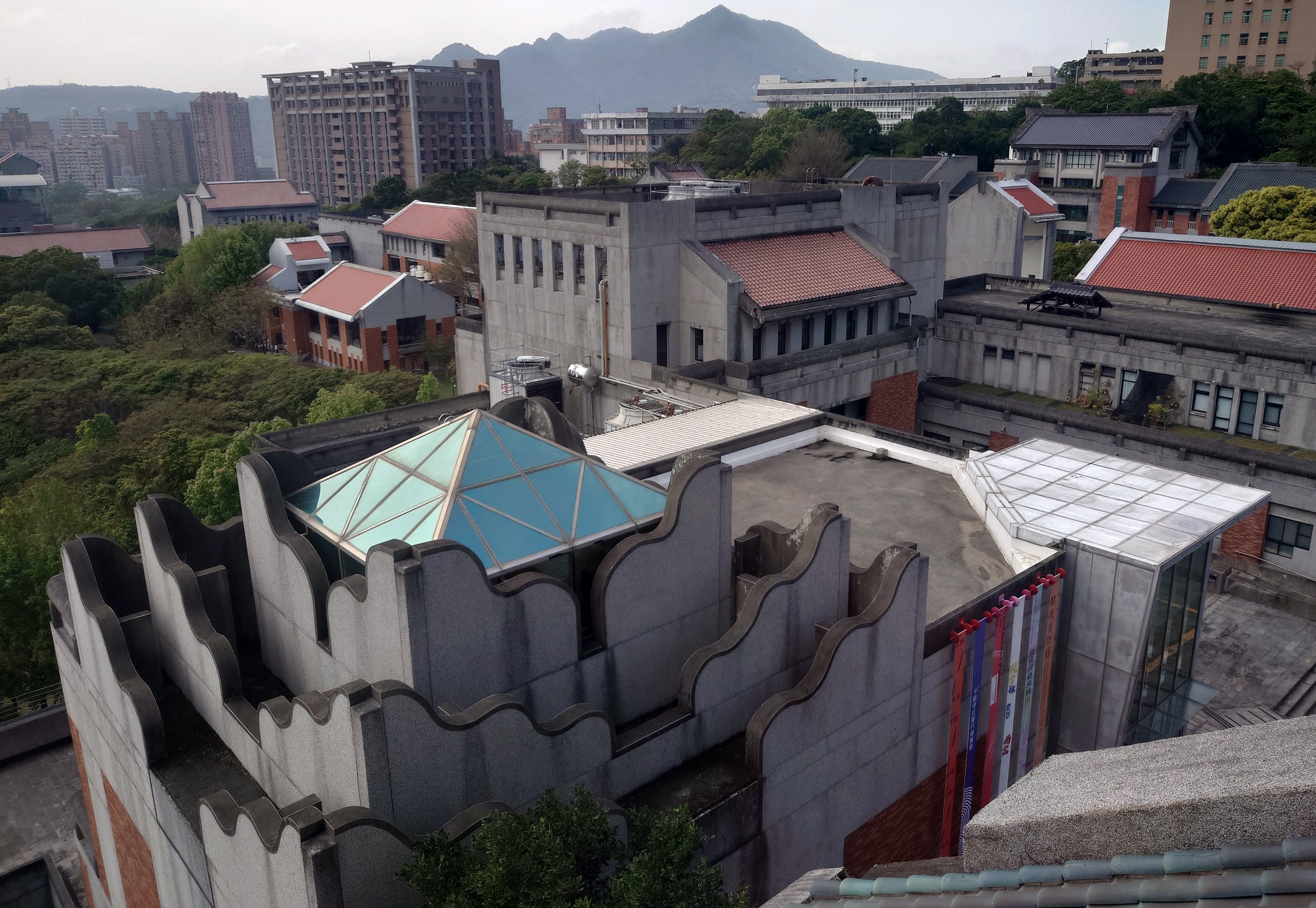
關渡美術館與北藝大校園

關渡美術館，為國立臺北藝術大學的美術館，創立於西元2002年，座落於該校校園內。是台灣第一所大學成立的專業美術館。全館地下一層地上五層共六層空間，包含九個展覽廳及二個戶外廣場，室內外展覽空間共計有2400平方公尺。

## 歷史
- 1991年於馬水龍校長任內成立「美術館規劃小組」。由張子隆教授擔任規劃小組召集人，美術系趙國宗、賴瑞瑩先後兩位主任，以及黎志文、曲德益、林惺嶽、董振平、何懷碩等教授擔任規劃委員。

- 1993年由建築師李祖原設計美術館建築體，1996年建築竣工。

- 2000年邱坤良校長成立「美術館籌建小組」。由美術系主任曲德益兼籌備小組召集人，張子隆、黎志文、林會承、楊其文、平珩、靳萍萍等教授擔任籌建委員。

- 2001年舉辦「千濤拍岸－台灣美術一百年展」後，獲教育部補助進行內裝。

- 2002年8月由曲德益教授接任館長職務。林洲民建築師事務所規劃美術館室內整建藍圖。

- 2004年美術館室內整建工程完工。

- 2005年3月重新開幕，推出展覽：「二○○五關渡英雄誌－台灣現代美術大展」、「關渡美術館建築紀事」。

- 2021年中華文化總會與日本台灣交流協會攜手策劃「奈良美智特展」於關渡美術館為台灣巡迴首站，適逢日本311地震10週年。

## 外部連結
- 關渡美術館 （页面存档备份，存于）
- KdMoFA 關渡美術館的Facebook專頁